# Marry Him If You Dare
Marry Him If You Dare (en hangul, 미래의 선택; en hanja, 未來의 選擇) también conocida como Mirae's Choice o Future's Choice y en español como Cásate con el si te atreves, es una serie de televisión surcoreana emitida originalmente durante 2013 y protagonizada por Yoon Eun Hye, Lee Dong Gun, Jung Yong Hwa de CN Blue, Han Chae Ah y Choi Myung Gil.
Fue transmitida por KBS 2TV desde el 14 de octubre hasta el 3 de diciembre de 2013, finalizando con una longitud de 16 episodios, al aire las noches de los días lunes y martes a las 22:00 (KST).

## Argumento
Ambientada en el mundo de la radiodifusión televisiva, Na Mi Rae (Yoon Eun Hye) viaja en el tiempo para evitar que ella misma de 32 años de edad, se case con el presentador de noticias Kim Shin (Lee Dong-gun), enviando así su propio pasado por un camino diferente que le permita perseguir las cosas que realmente quería en la vida y ahí se encuentra con Park Se Joo (Jung Yong Hwa).

## Reparto

### Principal
- Yoon Eun Hye como Na Mi Rae.[5]
- Lee Dong-gun como Kim Shin.
- Jung Yong Hwa como Park Se Joo.
- Han Chae Ah como Seo Yoo Kyung.
- Choi Myung Gil como Na Mi Rae (Futuro).

### Secundario
- Oh Jung-se como Noh Joo Hyun.
- Lee Mi Do como Bae Hyun Ah.
- Ahn Se-ha como Lee Jae Soo.[6]
- Go Doo-shim como Lee Mi Ran.

### Otros
- Kim Ji Ho como Black Man.
- Ji Young Woo como Amigo de Se Joo.
- Jang Eun Ah como Anunciador
- Kim Hyo Seo como Joo Hee Kyung.
- Lee Jun-hyeok.

## Recepción

### Audiencia
En azul la audiencia más baja y en rojo la más alta, correspondientes a las empresas medidoras TNms y AGB Nielsen.
| Ep. #    | Fecha original de emisión | Share        | Share        | Share       | Share       |
| Ep. #    | Fecha original de emisión | TNmS Ratings | TNmS Ratings | AGB Nielsen | AGB Nielsen |
| Ep. #    | Fecha original de emisión | Nacional     | Seúl         | Nacional    | Seúl        |
| -------- | ------------------------- | ------------ | ------------ | ----------- | ----------- |
| 1        | 14 de octubre de 2013     | 8.4 %        | 9.5 %        | 9.7 %       | 9.9 %       |
| 2        | 15 de octubre de 2013     | 7.9 %        | 9.0 %        | 8.6 %       | 9.2 %       |
| 3        | 21 de octubre de 2013     | 7.2 %        | 7.6 %        | 8.5 %       | 9.0 %       |
| 4        | 22 de octubre de 2013     | 5.9 %        | 6.5 %        | 7.3 %       | 7.7 %       |
| 5        | 28 de octubre de 2013     | 5.8 %        | 6.2 %        | 6.5 %       | 7.3 %       |
| 6        | 29 de octubre de 2013     | 6.7 %        | 7.2 %        | 7.4 %       | 7.9 %       |
| 7        | 4 de noviembre de 2013    | 5.5 %        | 6.1 %        | 6.5 %       | 7.3 %       |
| 8        | 5 de noviembre de 2013    | 4.7 %        | 5.4 %        | 5.4 %       | 6.3 %       |
| 9        | 11 de noviembre de 2013   | 4.6 %        | 5.0 %        | 5.9 %       | 6.9 %       |
| 10       | 12 de noviembre de 2013   | 5.1 %        | 5.5 %        | 5.4 %       | 6.3 %       |
| 11       | 18 de noviembre de 2013   | 4.0 %        | 4.8 %        | 5.0 %       | 5.3 %       |
| 12       | 19 de noviembre de 2013   | 4.2 %        | 4.8 %        | 4.7 %       | 5.5 %       |
| 13       | 25 de noviembre de 2013   | 3.2 %        | 3.5 %        | 4.5 %       | 4.8 %       |
| 14       | 26 de noviembre de 2013   | 3.8 %        | 4.3 %        | 4.3 %       | 4.8 %       |
| 15       | 2 de diciembre de 2013    | 3.5 %        | 4.1 %        | 4.7 %       | 5.7 %       |
| 16       | 3 de diciembre de 2013    | 3.6 %        | 4.0 %        | 4.1 %       | 5.0 %       |
| Promedio | Promedio                  | 5.3 %        | 5.8 %        | 6.2 %       | 6.8 %       |

## Banda sonora
1. My Lady - Kim Tae Woo
2. I'm OK - Yuna
3. 사랑을 캐스팅해요 (Casting Love) - Jeon Gun Hwa
4. Only Me - Melody Day
5. Paradise - Cyndi
6. It's You - Park Hyo Shin

## Premios y nominaciones
| Año  | Premio                               | Categoría                                       | Nominado                    | Resultado |
| ---- | ------------------------------------ | ----------------------------------------------- | --------------------------- | --------- |
| 2013 | KBS Drama Awards                     | Premio a la excelencia, actor en una miniserie  | Lee Dong Gun                | Nominado  |
| 2013 | KBS Drama Awards                     | Premio a la excelencia, actriz en una miniserie | Yoon Eun Hye                | Nominada  |
| 2013 | KBS Drama Awards                     | Premio a la mejor pareja                        | Lee Dong Gun y Yoon Eun Hye | Nominados |
| 2013 | KBS Drama Awards                     | Premio a la mejor pareja                        | Jung Yong Hwa y Han Chae-ah | Nominados |
| 2014 | 50th Baeksang Arts Awards            | Actor más popular (TV)                          | Jung Yong Hwa               | Nominado  |
| 2014 | 50th Baeksang Arts Awards            | Actriz más popular (TV)                         | Yoon Eun Hye                | Nominada  |
| 2014 | 9th Seoul International Drama Awards | Mejor canción de un drama coreano               | My Lady - Kim Tae Woo       | Nominado  |
| 2014 | 9th Seoul International Drama Awards | Mejor canción de un drama coreano               | It's You - Park Hyo Shin    | Nominado  |
| 2014 | 9th Seoul International Drama Awards | Mejor actor coreano                             | Jung Yong Hwa               | Nominado  |
| 2014 | 9th Seoul International Drama Awards | Mejor drama coreano                             | Marry Him If You Dare       | Nominados |

## Emisión internacional
- Filipinas: GMA Network.
- Hong Kong: Drama Channel, TVB J2.
- Japón: DATV.
- Taiwán: STAR Chinese Channel, STAR Entertainment Channel y FOX Taiwan.